# Michiel Brandes
Michiel Brandes (Bloemendaal, 1955) is een Nederlands musicus en componist. Tijdens zijn studententijd (Rietveld Academie) werd hij gitarist van de new wave-band The Tapes uit Amsterdam. Met wat hoogte- en dieptepunten bestond "The Tapes" van 1977 t/m 1982 en bracht drie lp's, waaronder "On A Clear Day", uit en twee singles. Tot 1985 was hij gitarist bij Mathilde Santing. Daarna volgde een periode van tien jaar als industrieel ontwerper/eigenaar van ontwerpbureau [Brandes en Meurs Industrial Design] en was hij docent industrieel ontwerpen aan de Gerrit Rietveld Academie Amsterdam.
Brandes componeert vanaf 1996 filmmuziek en individuele muziek voor mensen in een moeilijke levensfase. Ook componeerde hij regelmatig muziek voor de zelfhulp-cd's van Luuc Christiaanse.